# Anchises
Anchises a fost muritorul cu care Afrodita, zeița frumuseții și a iubirii a avut un copil, pe eroul troian Aeneas. Apare ca personaj mitologic în epopeile Iliada, Odiseea și Eneida.